# Rei Fighter Gekitsui Senki
Rei Fighter Gekitsui Senki é um Jogo de videogame do gênero de simulação de voo que foi desenvolvido e publicado pela Global A Entertainment, sendo lançado exclusivamente no Japão em 6 de março de 2003 para o Nintendo GameCube, console da empresa japonesa Nintendo. O jogo pode ser jogado em single player ou em multijogador.